# Kumara
Kumara és un gènere amb dues espècies de plantes fanerògames de la subfamília de les asfodelòidies, autòctones de la província del Cap Occidental de Sud-àfrica.

## Separació de l'Aloe
Els estudis filogenètics van indicar que les dues espècies que eren tradicionalment classificades com a membres del gènere Aloe eren genèticament diferents i comprenien un clade sencer separat. Les dues espècies que van ser separades del gènere Aloe van ser posades en un gènere separat, donant-los el nom que van tenir abans, Kumara.
No obstant això, s'han registrat híbrids intergenèrics entre Kumara i almenys un altre gènere de la subfamília de les asfodelòidies, Gonialoe. L'híbrid resultant, publicat inicialment com un híbrid infragenèric entre les dues espècies d'Aloe, ara es designa com un híbrid intergenèric del nou nototàxon × Gonimara.

## Taxonomia
Són acceptades dues espècies a partir de l'octubre de 2017:
| Imatge | Nom científic                                                                              | Distribució                |
| ------ | ------------------------------------------------------------------------------------------ | -------------------------- |
|        | Kumara haemanthifolia (Marloth & A.Berger) Boatwr. & J.C.Manning, syn. Aloe haemanthifolia | Cap Occidental, Sud-àfrica |
|        | Kumara plicatilis (L.) G.D.Rowley, syn. Aloe plicatilis                                    | Cap Occidental, Sud-àfrica |

Les dues espècies tenen una disposició dística única (com si fos un ventall) de les seves fulles grises en forma de corretja de rellotge. Les dues també són autòctones d'aproximadament la mateixa àrea de muntanyes a la cantonada sud-oest del Cap Occidental, Sud-àfrica, però, Kumara plicatilis, la qual tendeix a tenir port arbori, se sol trobar en els vessants més baixos de les muntanyes, mentre que Kumara haemanthifolia, la qual generalment tendeix a tenir un port petit sense gaire tija, se sol trobar en els cims més alts.